# Llista de ciutats d'Armènia
Armènia inclou 915 comunitats, del qual 49 són considerades ciutats i 866 són considerades pobles.
La capital, Yerevan, també té l'estatus de comunitat.

## Llista de les ciutats
| - Abovian - Agarak - Akhtalà - Alaverdi - Aparan - Ararat - Armavir - Artaixat - Artsvashen - Artik - Ashtarak - Berd - Byureghavan - Chambarak - Charentsavan - Dastakert - Dilidjan - Vagharxapat (capital religiosa) - Erevan (capital) - Gavar - Gorís - Gyumri (abans Aleksandrópol i Leninakan) - Hrazdan - Idjevan - Djermuk - Kajaran | - Kapan - Maralik - Martuni - Massís - Meghrí - Metsamor - Noiemberian - Nor Hachn - Odzun - Sevan - Shamlugh - Sisian - Spitak - Stepanavan - Talin - Taixir - Tsakhkadzor - Tumanyan - Vanadzor (abans Karaklis i Kirovakan) - Vardenis - Vaik - Vedí - Ieghegnadzor - Yeghvard - Zvartnots |

## Les 10 ciutats més poblades d'Armènia

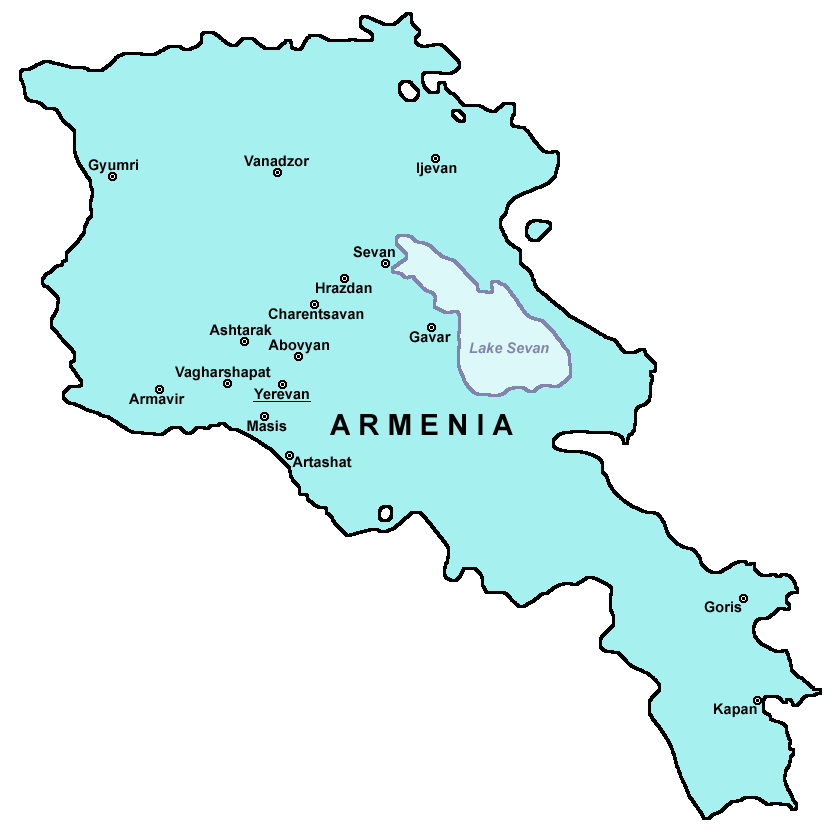
Situació de les principals ciutats d'Armènia

1. Erevan - 1,088,300
2. Gyumri - 139,900
3. Vanadzor - 93,600
4. Vagharxapat - 51,100
5. Hrazdan - 43,800
6. Abovian - 38,800
7. Artashat - 35,000
8. Kapan- 34,600
9. Alaverdi - 28,700
10. Gavar - 23,200